# 1760-talet

## Händelser
- 1763 - Sjuårskriget tar slut. Kris i de svenska statsfinanserna.
- 1764 - Spinning Jenny uppfinns.
- 1766 - Sverige inför tryckfrihetsförordningen och offentlighetsprincipen.
- 1767 - Ayutthaya plundras av burmeserna.

## Födda
- 22 augusti 1760 – Leo XII, påve.
- 20 november 1761 – Pius VIII, påve.
- 11 maj 1762 – Jacob Johan Anckarström, Gustav III:s mördare.
- 12 augusti 1762 – Georg IV av Storbritannien, kung av Storbritannien.
- 26 januari 1763 – Karl XIV Johan, kung av Sverige och kung av Norge.
- 18 september 1765 – Gregorius XVI, påve.
- 21 augusti 1765 – Vilhelm IV av Storbritannien, kung av Storbritannien.
- 28 januari 1768 – Fredrik VI av Danmark, kung av Danmark och kung av Norge.
- 15 augusti 1769 – Napoleon I, kejsare av Frankrike.

## Avlidna
- 25 oktober 1760 – Georg II av Storbritannien, kung av Storbritannien och kung av Irland.
- 2 juni 1761 – Jonas Alströmer, populariserade odlingen av potatis i Sverige.
- 14 januari 1766 – Fredrik V av Danmark, kung av Danmark och kung av Norge.
- 2 februari 1769 – Clemens XIII, påve.
- 5 februari 1769 – Cajsa Warg, svensk kokboksförfattarinna.